# Elsa Medina
Elsa Medina (Ciudad de México, 1952) es una fotoperiodista mexicana. 

## Educación
Estudió Diseño Industrial en la Universidad Iberoamericana y fotografía en la San Diego State University. Fue alumna de Nacho López, figura importante del periodismo fotográfico mexicano, en los Talleres Libres de Fotografía que impartió en el Centro Universitario de Estudios Cinematográficos, hoy Escuela Nacional de Artes Cinematográficas.

## Carrera
Se desempeñó como fotógrafa junto a Pedro Valtierra, en el periódico La Jornada de 1986 a 1999.
Es fundadora y colaboradora del periódico El Sur de Guerrero.

## Distinciones
- Premio Nacional de Periodismo (2018).
- Segundo lugar en el concurso: Mujeres vistas por mujeres, organizado por la Comunidad Económica Europea.
- Nominada al premio Olorum Iberoamericano del Fondo Cubano de la Imagen Fotográfica.